# Ortografia iídiche

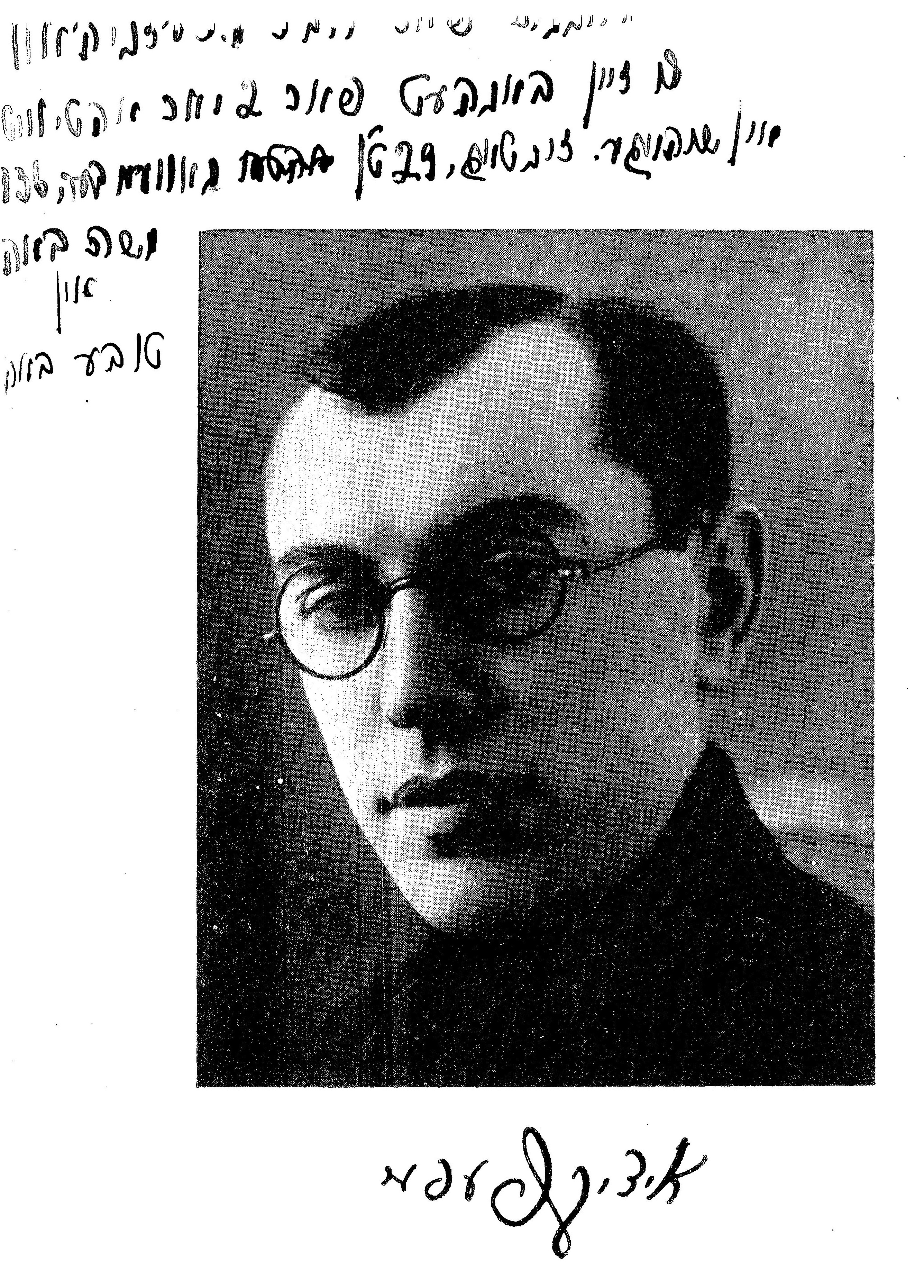
Uma fotografia de Itzik Feffer, poeta iídiche soviético.

A ortografia iídiche é o estudo da escrita da língua iídiche.

## Ortografia etimológica
O iídiche utiliza como escrita uma adaptação do alfabeto hebraico e escreve-se da direita para a esquerda. Como sua fonologia é estranha ao árabe ou ao hebraico, o iídiche usa o recurso dos dígrafos (Niqqud) e outras letras modificadas conforme sua patognomônia, além dos caracteres tradicionais do hebraico. O modo de inscrever as vogais nesse alfabeto variou muito de acordo com o tempo e o lugar, sendo estas atualmente representadas através de caracteres especiais desenvolvidos para uso exclusivo do moderno hebraico.
Palavras vindas do hebraico ou do aramaico costumam ser escritas como na forma original, ou seja, em abjad. Nada impede ambas as formas de aparecerem na mesma palavra, como, por exemplo, por meio de sufixos, prefixos e compostos de diferentes origens.

## Estandardização
Em 1879, Luís Lázaro Zamenhof escreveu a primeira gramática do iídiche, porém, esta foi publicada em partes na revista Lebn un visnshaft e só seria publicada integralmente em 1981, com tradução para o esperanto.
Por razões culturais e políticas, foram feitos esforços a partir do começo do século XX para a estandardização do iídiche. Em 1898, o escritor russo-americano Alexander Harkavy lançou o Treatise on Yiddish Reading, Orthography, and Dialectal Variations, onde ele discorria sobre os dialetos do iídiche e propunha uma forma padrão.
Em 1920, a União Soviética aboliu o uso de seis letras e sancionou que palavras de origem semita deveriam ser escritas foneticamente, marcando a primeira ação de um governo para com o iídiche. No entanto, essas reformas foram abolidas em 1961.
Em 1925, foi fundado em Vilnius o Yidisher Visnshaftlekher Institut ( ייִדישער װיסנשאַפֿטלעכער אינסטיטוט, Instituto científico do iídiche), também conhecido como YIVO. Na década de 1930, lançaram o Takones fur yidish oysleyg (תּקנות פֿון ייִדישן אויסלייג, Regras para a escrita do iídiche), e, que propuseram a estandardização e a transliteração mais usados até hoje.
A versão da YIVO é criticada por ter sido imparcial quanto à escolha dos dialetos, sendo pesadamente baseada no dialeto Litvish, da Lituânia.

## Alfabeto
| Letra | YIVO   | Harkavy | Alfabeto fonético internacional | Transcrição fonética | Nome              | Notas                                                                                                |
| ----- | ------ | ------- | ------------------------------- | -------------------- | ----------------- | --- |
| א     | (-)    | (-)     | (-)                             | (-)                  | shtumer alef      | Indica que a sílaba começa com a forma vocálica da letra seguinte. Não é pronunciada nem transcrita. |
| אַ     | a      | a       | a                               | a                    | pasekh alef       | Contrariando o YIVO, [a] também pode ser escrito sem pontuação.                                      |
| אָ     | o      | o       | ɔ                               | o                    | komets alef       | Contrariando o YIVO, [o] também pode ser escrito sem pontuação.                                      |
| ב     | b      | b       | b                               | b                    | beys              | |
| בּ     | (none) | (none)  | b                               | (b)                  | beys              | Alternativa não-YIVO para ב.                                                                         |
| בֿ     | v      | v       | v                               | v                    | veys              | Apenas em palavras de origem semita.                                                                 |
| ג     | g      | g       | ɡ                               | g                    | giml              | |
| ד     | d      | d       | d                               | d                    | daled             | |
| דזש   | dzh    | (none)  | d͡ʒ                              | dž                   | daled zayen shin  | |
| ה     | h      | h       | h                               | h                    | hey               | |
| ו     | u      | u       | ʊ                               | u                    | vov               | |
| וּ     | u      | (none)  | ʊ                               | u                    | melupm vov        | Só adjacente a ו ou antes de י.                                                                      |
| וֹ     | (none) | (none)  | ɔ, ɔj                           | (o,oj)               | khoylem           | Alternativa não-YIVO para אָ e וי.                                                                    |
| וו    | v      | v       | v                               | v                    | tsvey vovn        | |
| וי    | oy     | oi      | ɔj                              | oj                   | vov yud           | |
| ז     | z      | z       | z                               | z                    | zayen             | |
| זש    | zh     | zh      | ʒ                               | ž                    | zayen shin        | |
| ח     | kh     | ch      | x                               | x                    | khes              | Apenas em palavras de origem semita.                                                                 |
| ט     | t      | t       | t                               | t                    | tes               | |
| טש    | tsh    | tsh     | t͡ʃ                              | č                    | tes shin          | |
| י     | y, i   | y, i    | j, i                            | j, i                 | yud               | [j] quando começa sílaba.                                                                            |
| יִ     | i      | (none)  | i                               | i                    | khirik yud        | Após י consonantal ou adjacente a outra vogal                                                        |
| יי    | ey     | ei, ai  | ɛj                              | ej                   | tsvey yudn        | |
| ײַ     | ay     | (none)  | aj                              | aj                   | pasekh tsvey yudn | |
| כּ     | k      | k       | k                               | k                    | kof               | Apenas em palavras de origem semita.                                                                 |
| כ     | kh     | ch      | x                               | x                    | khof              | |
| ך     | kh     | ch      | x                               | x                    | lange khof        | Forma final.                                                                                         |
| ל     | l      | l       | l, ʎ                            | l                    | lamed             | |
| מ     | m      | m       | m                               | m                    | mem               | |
| ם     | m      | m       | m                               | m                    | shlos mem         | Forma final.                                                                                         |
| נ     | n      | n       | n                               | n                    | nun               | |
| ן     | n, m   | n, m    | n, ŋ, m                         | n, m                 | lange nun         | Forma final.                                                                                         |
| ס     | s      | s       | s                               | s                    | samekh            | |
| ע     | e      | e       | ɛ, ə                            | e                    | ayin              | |
| פּ     | p      | p       | p                               | p                    | pey               | Não tem forma final diferenciada.                                                                    |
| פֿ     | f      | f       | f                               | f                    | fey               | |
| פ     | (none) | f       | f                               | (f)                  | fey               | Alternativa não-YIVO para פֿ.                                                                         |
| ף     | f      | f       | f                               | f                    | lange fey         | Forma final.                                                                                         |
| צ     | ts     | tz      | ts                              | c                    | tsadek            | |
| ץ     | ts     | tz      | ts                              | c                    | lange tsadek      | Forma final.                                                                                         |
| ק     | k      | k       | k                               | k                    | kuf               | |
| ר     | r      | r       | ʀ                               | r                    | reysh             | |
| ש     | sh     | sh      | ʃ                               | š                    | shin              | |
| שׂ     | s      | s       | s                               | s                    | sin               | Apenas em palavras de origem semita.                                                                 |
| תּ     | t      | t       | t                               | t                    | tof               | Apenas em palavras de origem semita.                                                                 |
| ת     | s      | s       | s                               | s                    | sof               | Apenas em palavras de origem semita.                                                                 |